# Bouin-Plumoison
Bouin-Plumoison är en kommun i departementet Pas-de-Calais i regionen Hauts-de-France i norra Frankrike. Kommunen ligger i kantonen Hesdin som tillhör arrondissementet Montreuil. År 2022 hade Bouin-Plumoison 511 invånare.

## Befolkningsutveckling
Antalet invånare i kommunen Bouin-Plumoison
| Referens: INSEE |